# AEL Limassol
Athlitiki Enosi Lemesou (tiếng Hy Lạp: Αθλητική Ένωση Λεμεσού ' Liên minh thể thao của Limassol '), thường được gọi là AEL, là một câu lạc bộ thể thao của người Síp có trụ sở tại thành phố Limassol, nổi tiếng nhất với đội bóng đá. 
AEL cũng duy trì các đội bóng rổ nam và nữ, đội bóng chuyền nữ và đội Futsal (mới thành lập năm 1976), đội bóng ném nữ cũng như đội cricket. AEL là một trong những câu lạc bộ thành công nhất trên đảo với 17 danh hiệu bóng đá chính thức bao gồm 6 chức vô địch giải hạng nhất, 7 cúp và 4 siêu cúp. Chi nhánh bóng rổ của AEL cũng rất nổi tiếng, hiện là đội duy nhất đến từ Síp trong bất kỳ môn thể thao nào đã giành được một danh hiệu châu Âu (Cup Thách thức khu vực châu Âu). Linh vật câu lạc bộ chính thức của Limassol là một Sư tử, người được người hâm mộ của họ đặt biệt danh là những con sư tử một cách trìu mến.

## AEL FC là một công ty
Bộ phận bóng đá của AEL thuộc sở hữu hợp pháp của AEL Football (Công chúng) Ltd (tiếng Hy Lạp: ΑΕΛ Ποδόσφαιρο Δημόσια ΛΤΔ), một công ty TNHH, kể từ năm 2009. Hoạt động chính của công ty là quản lý, vận hành và khai thác thương mại câu lạc bộ AEL Football.

## Xếp hạng hệ số câu lạc bộ UEFA
Bảng xếp hạng đội UEFA 2017
| Thứ hạng | Quốc gia        | Đội              | Điểm  |
| -------- | --------------- | ---------------- | ----- |
| 209      | liên_kết=\|viền | Hapoel Tel Aviv  | 4.350 |
| 210      | liên_kết=\|viền | Hapoel Ramat-Gan | 4.350 |
| 211      | liên_kết=\|viền | AEL Limassol     | 4.310 |
| 212      | liên_kết=\|viền | AEK Larnaca      | 4.310 |

Cập nhật lần cuối: ngày 15 tháng 6 năm 2018 Nguồn:  Lưu trữ ngày 25 tháng 8 năm 2017 tại Wayback Machine

## Kỷ lục châu Âu
1R = Vòng đầu tiên, PR = Vòng sơ loại, Q = Vòng đấu loại, PO = vòng play-off.
| Season  | Competition               | Round   | Club                     | 1st leg | 2nd leg | Aggregate |  |
| ------- | ------------------------- | ------- | ------------------------ | ------- | ------- | --------- |  |
| 1968–69 | European Cup              | 1R      | Real Madrid              | 0–6     | 0–6     | 0–12      |  |
|         |                           |         |                          |         |         |           |  |
| 1985–86 | European Cup Winners' Cup | 1R      | Dukla Prague             | 2–2     | 0–4     | 2–6       |  |
|         |                           |         |                          |         |         |           |  |
| 1987–88 | European Cup Winners' Cup | PR      | DAC Dunajská Streda      | 0–1     | 1–5     | 1–6       |  |
|         |                           |         |                          |         |         |           |  |
| 1989–90 | European Cup Winners' Cup | 1R      | Admira Wacker            | 0–3     | 1–0     | 1–3       |  |
|         |                           |         |                          |         |         |           |  |
| 2002–03 | UEFA Cup                  | QR      | Ferencváros              | 0–4     | 2–1     | 2–5       |  |
|         |                           |         |                          |         |         |           |  |
| 2012–13 | UEFA Champions League     | 2Q      | Linfield                 | 3–0     | 0–0     | 3–0       |  |
| 2012–13 | UEFA Champions League     | 3Q      | Partizan                 | 1–0     | 1–0     | 2–0       |  |
| 2012–13 | UEFA Champions League     | PO      | Anderlecht               | 2–1     | 0–2     | 2–3       |  |
| 2012–13 | UEFA Europa League        | Group C | Marseille                | 1–5     | 3–0     | 4th place |  |
| 2012–13 | UEFA Europa League        | Group C | Fenerbahçe               | 0–1     | 0–2     | 4th place |  |
| 2012–13 | UEFA Europa League        | Group C | Borussia Mönchengladbach | 0–0     | 0–2     | 4th place |  |
|         |                           |         |                          |         |         |           |  |
| 2014–15 | UEFA Champions League     | 3Q      | Zenit                    | 1–0     | 0–3     | 1–3       |  |
| 2014–15 | UEFA Europa League        | PO      | Tottenham Hotspur        | 1–2     | 0–3     | 1–5       |  |
|         |                           |         |                          |         |         |           |  |
| 2017–18 | UEFA Europa League        | 1Q      | St Joseph's              | 4–0     | 6–0     | 10–0      |  |
| 2017–18 | UEFA Europa League        | 2Q      | Progrès Niederkorn       | 1–0     | 2–1     | 3–1       |  |
| 2017–18 | UEFA Europa League        | 3Q      | Austria Wien             | 0–0     | 1–2     | 1–2       |  |
|         |                           |         |                          |         |         |           |  |
| 2019–20 | UEFA Europa League        | 2Q      |                          |         |         |           |  |

## Đội hình hiện tại
Tính đến ngày 23 tháng 5 năm 2019
| No. |                 | Position | Player                 |
| --- | --------------- | -------- | ---------------------- |
| 1   | Cape Verde      | GK       | Vozinha                |
| 2   | Cyprus          | DF       | Dossa Júnior (Captain) |
| 4   | Portugal        | DF       | André Teixeira         |
| 5   | Spain           | MF       | Jon Gaztañaga          |
| 6   | Portugal        | MF       | Leandro Silva          |
| 7   | Cyprus          | DF       | Andreas Avraam         |
| 8   | North Macedonia | MF       | Davor Zdravkovski      |
| 15  | Nigeria         | MF       | Fidelis Irhene         |
| 16  | Spain           | MF       | Manuel Torres          |
| 20  | Cyprus          | MF       | Giannis Gerolemou      |
| 21  | Slovakia        | DF       | Boris Godál            |
| 22  | Spain           | FW       | Rubén Jurado           |
| 26  | Cyprus          | MF       | Markos Moustakis       |
| 30  | Cyprus          | GK       | Andreas Keravnos       |

| No. |         | Position | Player                   |
| --- | ------- | -------- | ------------------------ |
| 33  | Cyprus  | DF       | Konstantinos Michaelides |
| 40  | Cyprus  | DF       | Charis Kyriakou          |
| 42  | Cyprus  | DF       | Christos Wheeler         |
| 44  | Germany | DF       | Nils Teixeira            |
| 71  | Spain   | MF       | Dani Benítez             |
| 95  | Poland  | GK       | Patryk Procek            |
| 97  | Serbia  | MF       | Marko Adamović           |
|     | Brazil  | FW       | Ivan Carlos              |
|     | Cyprus  | DF       | Konstantinos Kyriakou    |
|     | Cyprus  | DF       | Andreas Kyriakou         |
|     | Cyprus  | MF       | Marios Pechlivanis       |
|     | Cyprus  | FW       | Yiannis Mavrou           |
|     | Cyprus  | FW       | Marios Elia              |

Đối với các lần chuyển nhượng gần đây, hãy xem Danh sách chuyển nhượng bóng đá Cypriot hè 2019

### Cho mượn
| No. |            | Position | Player                                                           |
| --- | ---------- | -------- | ---------------------------------------------------------------- |
| —   | Montenegro | DF       | Momčilo Rašo (at FK Jelgava until ngày 31 tháng 5 năm 2019)      |
| —   | Cyprus     | MF       | Stylianos Panteli (at FK Jelgava until ngày 31 tháng 5 năm 2019) |

| No. |                 | Position | Player                                                           |
| --- | --------------- | -------- | ---------------------------------------------------------------- |
| —   | North Macedonia | FW       | Kire Markoski (at Spartak Trnava until ngày 31 tháng 5 năm 2019) |

### Cầu thủ nước ngoài
| Quốc tịch EU - liên_kết=\|viền Boris Godál - liên_kết=\|viền Patryk Procek - liên_kết=\|viền Leandro Silva - liên_kết=\|viền André Teixeira - liên_kết=\|viền Dani Benitez - liên_kết=\|viền Manuel Torres - liên_kết=\|viền Ruben Jurado - liên_kết=\|viền Jon Gaztañaga | Quốc tịch EU (quốc tịch kép) - liên_kết=\|viền Nils Teixeira - liên_kết=\|viền Thiếu niên Dossa | Quốc tịch ngoài EU - liên_kết=\|viền Ivan Carlos - liên_kết=\|viền Vozinha - liên_kết=\|viền Thưởng thức Zdravkovski - liên_kết=\|viền Fidelis Irhene - liên_kết=\|viền Marko Adamovic |

## Nhân viên hiện tại
| Nhân viên kỹ thuật              | Nhân viên kỹ thuật                          |
| ------------------------------- | ------------------------------------------- |
| Huân luyện viên trưởng          | liên_kết=\|viền Dušan Kerkez                |
| Trợ lí huấn luyện viên          | liên_kết=\|viền Christos Charalabous        |
| Phân tích chiến thuật bóng đá   | liên_kết=\|viền Christos Panteli            |
| Huấn luyện viên thủ môn         | liên_kết=\|viền Marios Stavrinides          |
| Huấn luyện viên thể hình        | liên_kết=\|viền Haris Falas                 |
| Trợ lý huấn luyện viên thể hình | liên_kết=\|viền Charalambos Pittakas        |
|                                 |                                             |
| Nhân viên y tế                  |                                             |
| Bác sĩ trưởng                   | liên_kết=\|viền Tiến sĩ Christos Patsalides |
| Vật lý trị liệu                 | liên_kết=\|viền Giorgos Zantis              |
| Vật lý trị liệu                 | liên_kết=\|viền Polis Achilleos             |
| Vật lý trị liệu                 | liên_kết=\|viền Kimonas Papamiltiadous      |

## Danh hiệu
- Giải hạng nhất Síp

Vô địch (6): 1940-1941, 1952-1953, 1954-1955, 1955-1956, 1967-1968, 2011-12
Á quân (2): 1947 Từ48, 2013 2015
- Giải hạng hai Síp

Vô địch (1): 1996
- Cúp bóng đá Síp

Vô địch (7): 1938-39, 1939-40, 1947-48, 1984-85, 1986-87, 1988-89, 2018-19
Á quân (11): 1937-38, 1940-41, 1958-59, 1978-79, 1987-88, 2002-03, 2003-04, 2008-09, 2011-12, 2012-13, 2014-15
- Siêu cúp bóng đá Síp

Vô địch (4): 1953, 1968, 1985, 2015
- Cúp KA Severi

Vô địch (3): 1953, 1955, 1956

## Lịch sử huấn luyện
- Nicolae Simatoc (1962–63)
- František Havránek (1984–86)
- Valér Švec (19??–88)
- Dušan Uhrin (1988–89)
- František Cipro (1990–92)
- Anatoliy Byshovets (1992–93)
- Diethelm Ferner (1995–96)
- Kálmán Mészöly (1997–98)
- Andreas Michaelides (July 2000 – Sept 2)
- Giannis Matzourakis (Sept 2002 – Nov 3)
- Henk Houwaart (Nov 2003 – ngày 31 tháng 12 năm 2004)
- Oleh Protasov (Dec 2004 – March 5)
- Andreas Michaelides (March 2005 – May 5)
- Bojan Prašnikar (ngày 1 tháng 7 năm 2005 – ngày 30 tháng 11 năm 2005)
- Loizos Mavroudis (Feb 2006 – May 6)
- Panicos Orphanides (July 2006 – Jan 7)
- Eli Guttman (Feb 2007 – Dec 7)
- Mariano Barreto (ngày 4 tháng 12 năm 2007 – ngày 5 tháng 2 năm 2008)
- Andreas Michaelides (Feb 2008 – Dec 8)
- Mihai Stoichiță (ngày 26 tháng 1 năm 2009 – ngày 20 tháng 5 năm 2009)
- Nir Klinger (ngày 1 tháng 8 năm 2009 – ngày 1 tháng 12 năm 2009)
- Dušan Uhrin, Jr. (ngày 1 tháng 1 năm 2010 – ngày 21 tháng 9 năm 2010)
- Mihai Stoichiță (ngày 22 tháng 9 năm 2010 – ngày 7 tháng 2 năm 2011)
- Raymond Atteveld (ngày 7 tháng 2 năm 2011 – May 2011)
- Pambos Christodoulou (ngày 24 tháng 3 năm 2011 – ngày 22 tháng 10 năm 2012)
- Jorge Costa (ngày 24 tháng 10 năm 2012 – ngày 22 tháng 5 năm 2013)
- Lito Vidigal (ngày 1 tháng 7 năm 2013 – ngày 22 tháng 10 năm 2013)
- Ivaylo Petev (ngày 25 tháng 10 năm 2013 – ngày 17 tháng 11 năm 2014)
- Christakis Christoforou (ngày 17 tháng 11 năm 2014 – ngày 19 tháng 10 năm 2015)
- Makis Chavos (ngày 27 tháng 10 năm 2015 – ngày 8 tháng 2 năm 2016)
- Pambos Christodoulou (ngày 8 tháng 2 năm 2016 – ngày 7 tháng 3 năm 2017)
- Bruno Baltazar (ngày 22 tháng 3 năm 2017 – ngày 5 tháng 3 năm 2018)
- Dušan Kerkez (ngày 5 tháng 3 năm 2018–)

## Cầu thủ đáng chú ý
- liên_kết=|viền Sevim Ebeoglu (1950 Từ1957)
- liên_kết=|viền Kostas Pampou (Maurokolos) (những năm 1950)
- liên_kết=|viền Pamboullis Papadopoulos (1962 Từ1970)
- liên_kết=|viền Loizos Mavroudis (1977 Công1990)
- liên_kết=|viền Pavlos Savva (1986 Từ1993)
- liên_kết=|viền Panicos Orphanides (1977 Từ1993)
- liên_kết=|viền Costas Malekkos (2000 Hàng2001)
- liên_kết=|viền Vladan Tomić (2000 mộc2002)
- liên_kết=|viền József Sebők (2000
- liên_kết=|viền Luciano de Souza (2002 Hàng2004)
- liên_kết=|viền Mutiu Adepoju (2003 Hàng2004)
- liên_kết=|viền N.
- liên_kết=|viền Amir Karić (2005 Hàng2006)
- liên_kết=|viền Radosław Kałużny (2006 Gian2007)
- liên_kết=|viền Narcis Răducan (20062002007)
- liên_kết=|viền Dušan Kerkez (2007 Gian2011)
- liên_kết=|viền Daniel Carriço (20072002008)
- liên_kết=|viền Freddy (cầu thủ bóng đá người Angolan) (2009 2015)
- liên_kết=|viền Grzegorz Rasiak (2010 Từ2011)
- liên_kết=|viền Edwin Ouon (2008 Hàng2014)
- liên_kết=|viền Clayton Ferreira Cruz (2009 trận2010)
- liên_kết=|viền Nicolas Corvetto (2011)
- liên_kết=|viền Silas (cầu thủ bóng đá người Bồ Đào Nha) (2011 2015)
- liên_kết=|viền Michalis Konstantinou (2012 Hàng2013)
- liên_kết=|viền Dédé (2011 2015)
- liên_kết=|viền Sebastião Gilberto (2012 Hàng2013)
- liên_kết=|viền Cafú (cầu thủ bóng đá, sinh năm 1977) (2012 2015)
- liên_kết=|viền Orlando Sá (2012 2015)
- liên_kết=|viền Luciano Bebê (2011 20152015)
- liên_kết=|viền Bernard Mendy (2015)
- liên_kết=|viền Matías Omar Degra (2011 Hàng2013, 2015 2015)
- liên_kết=|viền Valentinos Sielis (2014 Hàng2017)
- liên_kết=|viền Mathieu Coutadeur (2015 2015)
- liên_kết=|viền João Paulo Andrade (2015 2015)
- liên_kết=|viền Núrio Fortuna (2016 2015-2017)
- liên_kết=|viền Francisco Medina Luna (2017)
- liên_kết=|viền Mikel Arruabarrena (2016 2015-2018)

## Lịch sử chủ tịch
| Tên                  | Từ   | Đến      |
| -------------------- | ---- | -------- |
| Stavros Pittas       | 1930 | 1932     |
| Kriton Tornaritis    | 1932 | 1934     |
| Yiangos Limanitis    | 1934 | 1953     |
| Nikos Solomonides    | 1953 | 1971     |
| Nikos Kountas        | 1971 | 1976     |
| Georgios Tornaritis  | 1976 | 1982     |
| Loris Lysiotis       | 1982 | 1996     |
| Dimitris Solomonides | 1996 | 2002     |
| Giorgos Frantzis     | 2002 | 2003     |
| Akis Ellinas         | 2003 | 2005     |
| Agis Agapiou         | 2005 | 2006     |
| Marios Herodotou     | 2006 | 2007     |
| Zacharias Koundouros | 2007 | 2008     |
| Andreas Sofocleous   | 2008 | Hiện tại |
| Costas Christodoulou | 2018 | Hiện tại |

## Học viện bóng đá AEL
- Giải vô địch U21 Síp: 13

1940, 1951, 1960, 1973, 1978, 1983, 1984, 1989, 1998, 1999, 2000, 2002, 2008
Á quân: 1
2012
- Cúp U21 Cộng hòa Síp: 1

1997
- Giải vô địch U19 của Síp: 1

2018 (Tham gia Đội bóng trẻ UEFA 2018-19)
- Giải vô địch U17 của Síp: 6

2004, 2005, 2007, 2011, 2012, 2018
Á quân: 1
2019
- Giải vô địch U16 của Síp: 1

2017
- Giải vô địch U15 của Síp: 2

2005, 2009
- Giải vô địch U13 của Síp: 3

2006, 2008, 2017